# Gene Tierney
Gene Eliza Tierney (Brooklyn, Nova York, 19 de novembre de 1920 - Houston, Texas, 6 de novembre de 1991) fou una actriu de Hollywood, estrella de l'era daurada de la Meca del cinema, famosa per la seva bellesa. Segons el productor Darryl F. Zanuck, seria «inqüestionablement la dona més bella de la història del cinema». Va ser nominada a l'Oscar pel seu paper a la pel·lícula Que el cel la jutgi (1945).

## Biografia
Va néixer al barri novaiorquès de Brooklyn. El seu pare era un pròsper empresari d'assegurances i la seva mare treballa com a professora d'escola. La infància de Gene va ser molt feliç, amb uns pares que li compraven tots els seus capricis i l'enviaven a les millors escoles. Va estudiar a Connecticut i després va ampliar la seva formació durant diversos anys en una acadèmia suïssa. Després de tornar al seu país i completar els seus estudis a l'institut, la novaiorquesa va començar a actuar el 1939 al teatre impulsada pel seu pare, que va promocionar tot el que va poder a la seva filla perquè triomfés en l'escena de Broadway.
Després de diversos èxits en obres teatrals, és contractada per la Twentieth Century Fox i des de la primera pel·lícula té rols de protagonista. Debuta amb La venjança de Frank James, de Fritz Lang, on comparteix cartell amb Henry Fonda. A l'any següent comparteix cartell amb Paul Muni, a Hudson's Bay, d'Irving Pichel. Des d'aquest moment va intervenir en pel·lícules importants com Tobacco Road, de John Ford o The Shanghai Gesture, de Josef von Sternberg.
Destaquen les seves interpretacions al costat de les grans estrelles masculines de la Fox d'aquella època. Amb Tyrone Power treballaria a Son of Fury: The Story of Benjamin Blake, de John Cromwell, The Razor's Edge, d'Edmund Goulding, així com That Wonderful Urge, de Robert B. Sinclair. Amb Dana Andrews, intervindria en Laura, d'Otto Preminger, la pel·lícula que més fama li va atorgar, i per la qual se la recorda, tots dos compartirien protagonisme en Where the Sidewalk Ends, de nou en un film d'Otto Preminger, i en el The Iron Curtain, de William A. Wellman.
Els anys quaranta van ser molt fructífers per l'actriu, ja que va treballar en clàssics com la comèdia Heaven Can Wait d'Ernst Lubitsch, en aquesta ocasió al costat de Don Ameche, el melodrama Que el cel la jutgi, de John M. Stahl on componia un dels seus pocs papers de malvada, en aquest cas turmentant el seu marit, interpretat per Cornell Wilde, Tierney era turmentada al seu torn pel seu malvat promès, interpretat per Vincent Price, a Dragonwyck, de Joseph Leo Mankiewicz. Repetiria amb aquest director a El fantasma i la senyora Muir, on el fantasma era genialment interpretat per Rex Harrison. Tancaria aquesta gloriosa dècada amb Whirlpool, de nou amb el director d'origen austríac, Otto Preminger.
Els cinquanta començarien amb un altre clàssic, Night and the City, de Jules Dassin, amb Richard Widmark, si bé la importància dels seus títols en els anys cinquanta és força menor a la dels anys quaranta. Treballa amb el còmic Danny Kaye a On the Riviera, amb Ray Milland en el drama Close to My Heart, de William Keighley, i l'exòtica Martín el gautxo, de Jacques Tourneur. En aquests moments comença a treballar per a la Metro-Goldwyn-Mayer i amb dos dels seus principals estrelles: amb Spencer Tracy, a Plymouth Adventure, de Clarence Brown, i amb Clark Gable, a Never Let Me Go, de Delmer Davis.
Per aquesta època comencen els seus problemes de salut, així com la seva tempestuosa relació amb Ali Khan, de manera que els seus treballs es van a anar espaiant. Té un paper destacat en la superproducció Sinuhé, l'egipci, de Michael Curtiz, i The Left Hand of God, d'Edward Dmytryk, amb Humphrey Bogart de protagonista. Ingressa en un sanatori per a recuperar-se de la depressió soferta per la seva ruptura definitiva amb Ali Khan.
Després d'aquest període d'inquietud sentimental, l'actriu de Brooklyn va aconseguir oblidar Ali Khan i es va casar el 1960 amb el magnat del petroli texà Howard Lee, que s'acabava de divorciar d'una altra bellesa cinematogràfica, Hedy Lamarr. Es recupera i torna al cinema a principis dels seixanta per treballar de nou amb Otto Preminger en la pel·lícula Tempesta sobre Washington. Realitzaria dues pel·lícules més abans de retirar-se del cinema: Joguines a les golfes, de George Roy Hill i The Pleasure Seekers, de Jean Negulesco. Des de llavors va realitzar tot just un parell d'aparicions en alguna sèrie de televisió, fins a la seva mort, per un emfisema, esdevinguda el 1991, quan tenia setanta anys.

## Filmografia
| Any  | Pel·lícula                               | Paper                              | Director             | Altres actors                            | Observacions                                    |
| ---- | ---------------------------------------- | ---------------------------------- | -------------------- | ---------------------------------------- | ----------------------------------------------- |
| 1940 | La venjança de Frank James               | Eleanor Stone                      | Fritz Lang           | Henry Fonda                              | Technicolor                                     |
| 1940 | Hudson's Bay                             | Barbra Hall                        | Irving Pichel        | Paul Muni Vincent Price                  |                                                 |
| 1941 | Tobacco Road                             | Ellie Mae Lester                   | John Ford            | Charles Grapewin Dana Andrews            |                                                 |
| 1941 | Belle Starr                              | Belle Starr                        | Irving Cummings      | Randolph Scott Dana Andrews              | Technicolor                                     |
| 1941 | Sundown                                  | Zia                                | Henry Hathaway       | Bruce Cabot                              |                                                 |
| 1941 | The Shanghai Gesture                     | Victoria Charteris aka Poppy Smith | Josef von Sternberg  | Walter Huston                            |                                                 |
| 1942 | Son of Fury: The Story of Benjamin Blake | Eve                                | John Cromwell        | Tyrone Power                             |                                                 |
| 1942 | Rings on Her Fingers                     | Susan Miller aka Linda Worthington | Rouben Mamoulian     | Henry Fonda                              |                                                 |
| 1942 | Thunder Birds                            | Kay Saunders                       | William A. Wellman   | Preston Foster John Sutton               | Technicolor                                     |
| 1942 | China Girl                               | Miss Young                         | Henry Hathaway       | George Montgomery                        |                                                 |
| 1943 | Heaven Can Wait                          | Martha Strabel Van Cleve           | Ernst Lubitsch       | Don Ameche                               | Technicolor                                     |
| 1944 | Laura                                    | Laura Hunt                         | Otto Preminger       | Dana Andrews Clifton Webb Vincent Price  |                                                 |
| 1945 | A Bell for Adano                         | Tina Tomasino                      | Henry King           | John Hodiak                              |                                                 |
| 1945 | Que el cel la jutgi                      | Ellen Brent Harland                | John M. Stahl        | Cornel Wilde Jeanne Crain Vincent Price  | Nominada − Oscar a la millor actriu Technicolor |
| 1946 | Dragonwyck                               | Miranda Wells Van Ryn              | Joseph L. Mankiewicz | Walter Huston Vincent Price              |                                                 |
| 1946 | The Razor's Edge                         | Isabel Bradley Maturin             | Edmund Goulding      | Tyrone Power Anne Baxter John Payne      |                                                 |
| 1947 | El fantasma i la senyora Muir            | Lucy Muir                          | Joseph L. Mankiewicz | Rex Harrison George Sanders Edna Best    |                                                 |
| 1948 | The Iron Curtain                         | Anne Gouzenko                      | William A. Wellman   | Dana Andrews                             |                                                 |
| 1948 | That Wonderful Urge                      | Sara Farley                        | Robert B. Sinclair   | Tyrone Power                             |                                                 |
| 1949 | Whirlpool                                | Ann Sutton                         | Otto Preminger       | Richard Conte José Ferrer                |                                                 |
| 1950 | Night and the City                       | Mary Bristol                       | Jules Dassin         | Richard Widmark                          |                                                 |
| 1950 | Where the Sidewalk Ends                  | Morgan Taylor (Paine)              | Otto Preminger       | Dana Andrews                             |                                                 |
| 1951 | The Mating Season                        | Maggie Carleton McNulty            | Mitchell Leisen      | John Lund Miriam Hopkins Thelma Ritter   |                                                 |
| 1951 | On the Riviera                           | Lili Duran                         | Walter Lang          | Danny Kaye                               | Technicolor                                     |
| 1951 | The Secret of Convict Lake               | Marcia Stoddard                    | Michael Gordon       | Glenn Ford                               |                                                 |
| 1951 | Close to My Heart                        | Midge Seridan                      | William Keighley     | Ray Milland                              |                                                 |
| 1952 | Martín el gautxo                         | Teresa                             | Jacques Tourneur     | Rory Calhoun                             | Technicolor                                     |
| 1952 | Plymouth Adventure                       | Dorothy Bradford                   | Clarence Brown       | Spencer Tracy Van Johnson Leo Genn       | Technicolor                                     |
| 1953 | Never Let Me Go                          | Marya Lamarkina                    | Delmer Daves         | Clark Gable                              |                                                 |
| 1953 | Personal Affair                          | Kay Barlow                         | Anth                 |                                          |                                                 |
| 1954 | 'Black Widow                             | Iris Denver                        | Nunnally Johnson     | Ginger Rogers                            | CinemaScope Deluxe color                        |
| 1954 | Sinuhé, l'egipci                         | Baketamon                          | Michael Curtiz       | Jean Simmons Victor Mature Edmund Purdom | CinemaScope Deluxe color                        |
| 1955 | The Left Hand of God                     | Anne Scott                         | Edward Dmytryk       | Humphrey Bogart                          | CinemaScope Deluxe color                        |
| 1962 | Tempesta sobre Washington                | Dolly Harrison                     | Otto Preminger       | Henry Fonda Walter Pidgeon Franchot Tone | Panavision                                      |
| 1963 | Joguines a les golfes                    | Albertine Prine                    | George Roy Hill      | Dean Martin                              |                                                 |
| 1963 | Four Nights of the Full Moon             |                                    | Sobey Martin         | Dan Dailey                               |                                                 |
| 1964 | The Pleasure Seekers                     | Jane Barton                        | Jean Negulesco       | Ann-Margret                              | CinemaScope Deluxe color                        |

## Broadway
| Any  | Títol                   | Gènere        | Paper            | Posada en escena |
| ---- | ----------------------- | ------------- | ---------------- | ---------------- |
| 1938 | What A Life!            | Comèdia       | Portador d'aigua | George Abbott    |
| 1938 | Camí de roses           | Drama/Comèdia |                  | George Abbott    |
| 1939 | Mrs O' Brian Entertains | Comèdia       | Molly O' Day     | George Abbott    |
| 1939 | Ring Two                | Comèdia       | Peggy Carr       | George Abbott    |
| 1940 | The Male Animal         | Comèdia       | Patricia Stanley | Herman Shumlin   |

## Televisió
| Any  | Títol                                   | Paper              |                                      |
| ---- | --------------------------------------- | ------------------ | ------------------------------------ |
| 1947 | Sir Charles Mendl Show                  |                    |                                      |
| 1953 | Toast of the Town                       |                    | Episodi #6.33                        |
| 1954 | The 26th Annual Academy Awards          |                    | Presentadora: Costume Design Awards  |
| 1957 | What's My Line?                         |                    | Episodi: "Mystery guest"             |
| 1960 | General Electric Theater                | Ellen Galloway     | Episodi: "Journey to a Wedding"      |
| 1969 | The F.B.I                               | Faye Simpson       | Episodi: "Conspiracy of Silence"     |
| 1969 | Daughter of the Mind                    | Lenore Constable   |                                      |
| 1974 | The Merv Griffin Show                   |                    |                                      |
| 1979 | The Merv Griffin Show                   |                    |                                      |
| 1980 | The Tonight Show Starring Johnny Carson |                    |                                      |
| 1980 | The Mike Douglas Show                   |                    |                                      |
| 1980 | Dinah!                                  |                    |                                      |
| 1980 | Scruples                                | Harriet Toppington | Minisèrie                            |
| 1999 | Biography                               |                    | "Gene Tierney: A Shattered Portrait" |